# Atypophthalmus (Atypophthalmus) thomasseti
Atypophthalmus (Atypophthalmus) thomasseti is een tweevleugelige uit de familie steltmuggen (Limoniidae). De soort komt voor in het Afrotropisch gebied.